# Ferdinand Kauffer
Ferdinand Kauffer, né à Nancy le 19 octobre 1852, mort dans cette ville le 2 juin 1891, est un orfèvre lorrain.

## Biographie
Issu d'une longue dynastie d'orfèvres, fils de Victor Kauffer (né en 1826), orfèvre à Nancy, il travailla d'abord à Paris puis après son mariage en 1875 se fixa à Nancy, où il prit la suite de son père. Il mourut prématurément à 38 ans en 1891 et ne put connaître que les prémices du renouveau de l'art lorrain. C'est son frère André Kauffer, de quinze ans son puîné, qui prit sa suite et s'illustra comme orfèvre-joaillier de l'École de Nancy.
Il produisit des broches illustrant le « nationalisme » lorrain, en forme de croix de Lorraine et portant les armes du duché, ou encore des bracelets alternant croix de Lorraine et aigles couronnés. À la cathédrale de Tours est conservé un ostensoir qu'il a réalisé pour la ville de Pont-à-Mousson en 1887 à l'occasion du jubilé sacerdotal du pape Léon XIII.

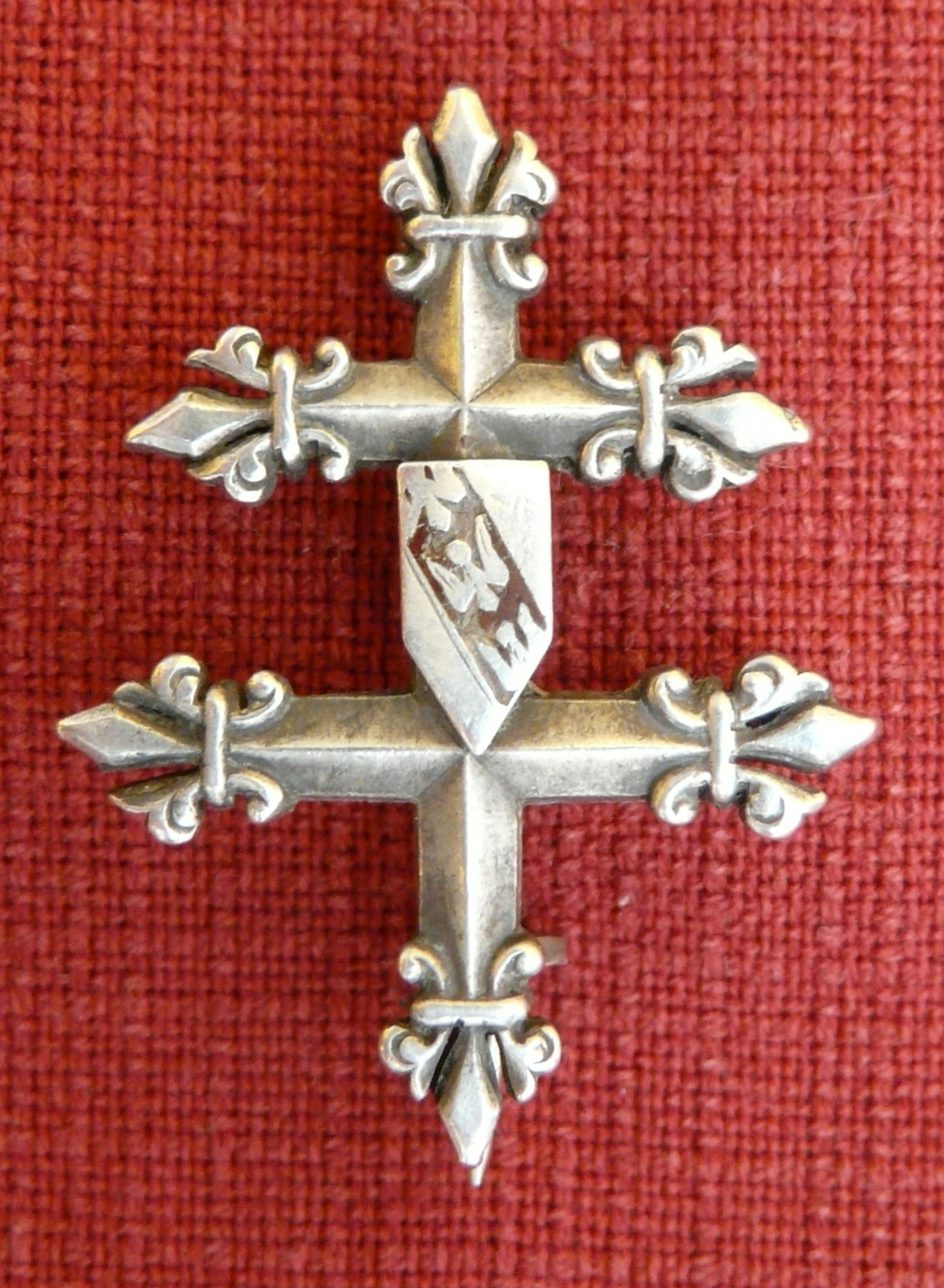
Broche en forme de croix de Lorraine par Ferdinand Kauffer
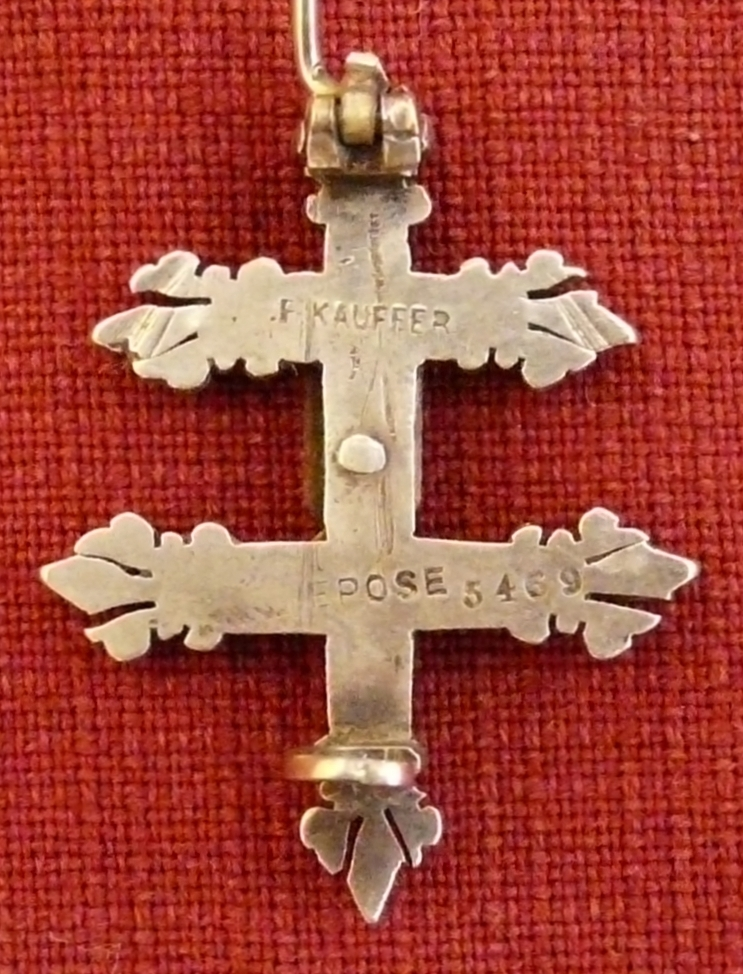
Poinçon de Ferdinand Kauffer au revers de la broche